# Initiative France
Le réseau Initiative France est un réseau associatif qui fédère 210 associations sur tout le territoire français. Leur mission : financer et accompagner les entrepreneurs en leur octroyant des prêts d'honneur Initiative.

## Histoire
L’association France Initiative a été créée en 1985. 
Devenu Initiative France le 1er octobre 2012, elle fédère en 2019 un réseau de 217 plateformes locales. Les collectivités territoriales ont parfois été associées et ont parfois directement suscité la mise en place d'associations Initiative (mais ce fut assez rare). Elles participent à leur financement aux côtés des fonds structurels européens, de Bpifrance, de banques et d’entreprises, et de fondations. 
L'histoire du réseau Initiative France commence dans les années 1970, en pleine crise économique, par la volonté de personnes préoccupées par les conséquences de la désindustrialisation dont Jean-Pierre Worms et un banquier, Jean Philippe Mallet. Une idée émerge entre eux : miser sur les  compétences locales et le désir d’entreprendre. Mais les entrepreneurs  rencontrent deux problèmes majeurs : ils n'ont pas d’apport financier en  propre ou peu - or les banques ne prêtent pas sans apport - et pas de  relations dans le réseau entrepreneurial local. C’est ainsi que furent imaginés le prêt d’honneur sans intérêts ni garanties, pour donner la première  impulsion financière, l’accompagnement personnalisé par des professionnels et des entrepreneurs locaux, en amont de la création et pendant les premières  années de la nouvelle entreprise.

### Présidents
- 1989-1993 : Jean-Pierre Worms
- 1993-1997 : Michel Pinton
- 1997-2001 : Jean-Pierre Worms
- 2001-2003 : Roger-Louis Cazalet[3]
- 2003-2010 : Bernard Brunhes
- 2010-2011 : Jean-Pierre Worms
- 2011-2020 : Louis Schweitzer
- 2020- : Guillaume Pepy[4]

## L’activité des associations Initiative
En 2020, le réseau a aidé 18 990 entreprises à naître ou à être reprises, représentant 37 351 nouveaux emplois. Le réseau finance les projets à travers le prêt d'honneur à taux 0, compris entre 2 500 et 10 000 €. En moyenne, pour 1 € consenti en prêt d'honneur, 9,5 € de prêt bancaire et Bpifrance ont été obtenus.
Parmi les 23 503 entrepreneurs financés et accompagnés en 2019 : 
- 11 958 étaient des demandeurs d'emploi, dont 3 700 depuis plus d'un an ;
- 8 000 étaient des femmes ;
- 5 456 avaient plus de 45 ans ;
- 5 476 avaient moins de 30 ans.